# Ancienne église Saint-Pierre de Doullens
Pour les articles homonymes, voir Église Saint-Pierre.
L'ancienne église Saint-Pierre de Doullens est située dans le centre de Doullens, au nord du département de la Somme, à une trentaine de kilomètres au nord d'Amiens.

## Historique
L'église Saint-Pierre avait été construite au début du XIIIe siècle et furent achevés dans les années 1220. Elle fut remaniée à la Renaissance mais la Révolution française lui fut fatale. Vendue comme bien national, elle perdit son chœur et son transept, ses verrières et son mobilier. Désaffectée en 1790, elle fut vendue comme bien national; le 28 thermidor an VIII. Elle subit des destructions et fut utilisée comme hangar, atelier... Le bâtiment échappe de peu en 1912 à la démolition lors d'un réalignement de rue puis à nouveau en 1924 avec une décision d'achat du conseil municipal pour la détruire. L'action militante de l'association des Amis du vieux Doullens sauva ce qu'il restait de l'édifice. Les vestiges de l'église sont protégés au titre des monuments historiques : classement par décret du 4 septembre 1924.

## Caractéristiques
Il ne reste de l'édifice que la nef non-voûtée et non-fermée. Elle s'élève sur trois niveaux. Les arcades brisées, qui séparent la nef des bas-côtés, reposent sur des colonnes jumelées dont les chapiteaux sont ornés de feuillage ou de crochets tandis que les bases sont ornées de griffes. Les baies sont divisées en deux arcs brisés par des colonnettes.